# Ятулий
Ятулий (ятулийская свита, ятулийская система) — нижняя часть карельского комплекса протерозоя восточной и северной Финляндии и Карелии. Выделена Якобом Седерхольмом в 1893 году. В основании комплекса присутствуют аркозы и полимиктовые конгломераты с гранитной галькой (сариолий, сариолийская «фация»), выше залегают кварциты (в том числе железистые), филлиты с пачками доломитов (морской ятулий) и основные эффузивные породы большой мощности. В карбонатных отложениях встречаются строматолиты Carelozoon jatulicum. Залегает на калевийской свите (системе): гнейсо-гранитах архея или на метаморфических породах. Отечественная геология относит комплекс к среднему протерозою и расчленяет его на сариолийскую, сегозерскую и онежскую серии.

## История
Термин «ятулий» происходит от имени мифических племён великанов ятулов, в древние времена населявших Финляндию. Седерхольм в 1897 году назвал этим термином выделенную им толщу конгломератов, кварцитов, доломитов, шунгитовых сланцев с пластами основных пород Балтийского щита.
Со временем эти породы, обладающие рядом геологических и литологических особенностей, стали использоваться как маркирующие горизонты докембрия при определении относительного возрастного положения других пород. Кроме того, эти толщи, сложенные широким набором пород различного типа (осадочных, вулканогенных, вулканогенно-осадочных, в разной степени метаморфизированных) послужили объектом для выработки методов изучения отложений докембрия. Наконец, ятулийские породы (кварциты, карбонаты, шунгиты) сами являются полезными ископаемыми, а с некоторыми из них связаны золотые, медные и другие месторождения.
В 1961 году Институт геологии АН СССР начал тематические геологические и литологические исследования ятулийских отложений Центральной Карелии. Пионером в исследовании отложений ятулия является В. А. Соколов.

## География
Ятулийские отложения занимают значительные площади на территории Карелии, в том числе протяжённые поля в Южной Карелии в районе озёр Тулмозеро, Суоярви и на северном побережье Онежского озера, а также в Центральной Карелии в районе озер Сегозеро, Селецкое, Янгозеро, Воломского, Шуезера и реки Чирка-Кемь. Отложения того же возраста имеются в печенгской и имандра-варзугской осадочновулканогенных сериях, а также в северо-западной части Балтийского щита, на территории Скандинавских стран. Они прослеживаются широкой полосой от района озера Пиэлисъярви в Центральной Финляндии в сторону озера Оулуярви и г. Кеми, а затем в Финской Лапландии и далее на север и северо-запад в Восточную Швецию (лен Норрботтен, провинция Калике) и Северную Норвегию (нагорье Финмаркен) до берегов Баренцева моря.